# Harry Jørgensen
Harry Jørgensen, född 7 december 1945 i Haderslev, är en dansk före detta roddare.
Jørgensen blev olympisk bronsmedaljör i tvåa med styrman vid sommarspelen 1968 i Mexico City.